# Prey, Eure
 Prey  là một xã thuộc tỉnh Eure trong vùng Normandie miền bắc nước Pháp.